# Clamecy (Nièvre)
Clamecy és un municipi francès, situat al departament del Nièvre i a la regió de Borgonya - Franc Comtat. El 2021 tenia 3.593 habitants.

## Persones
- Édouard Séguin (1812-1880), metge i educador[2]
- Romain Rolland (1866-1944), escriptor, Premi Nobel de Literatura de l'any 1915.[3]